# Teatro Gerald Schoenfeld

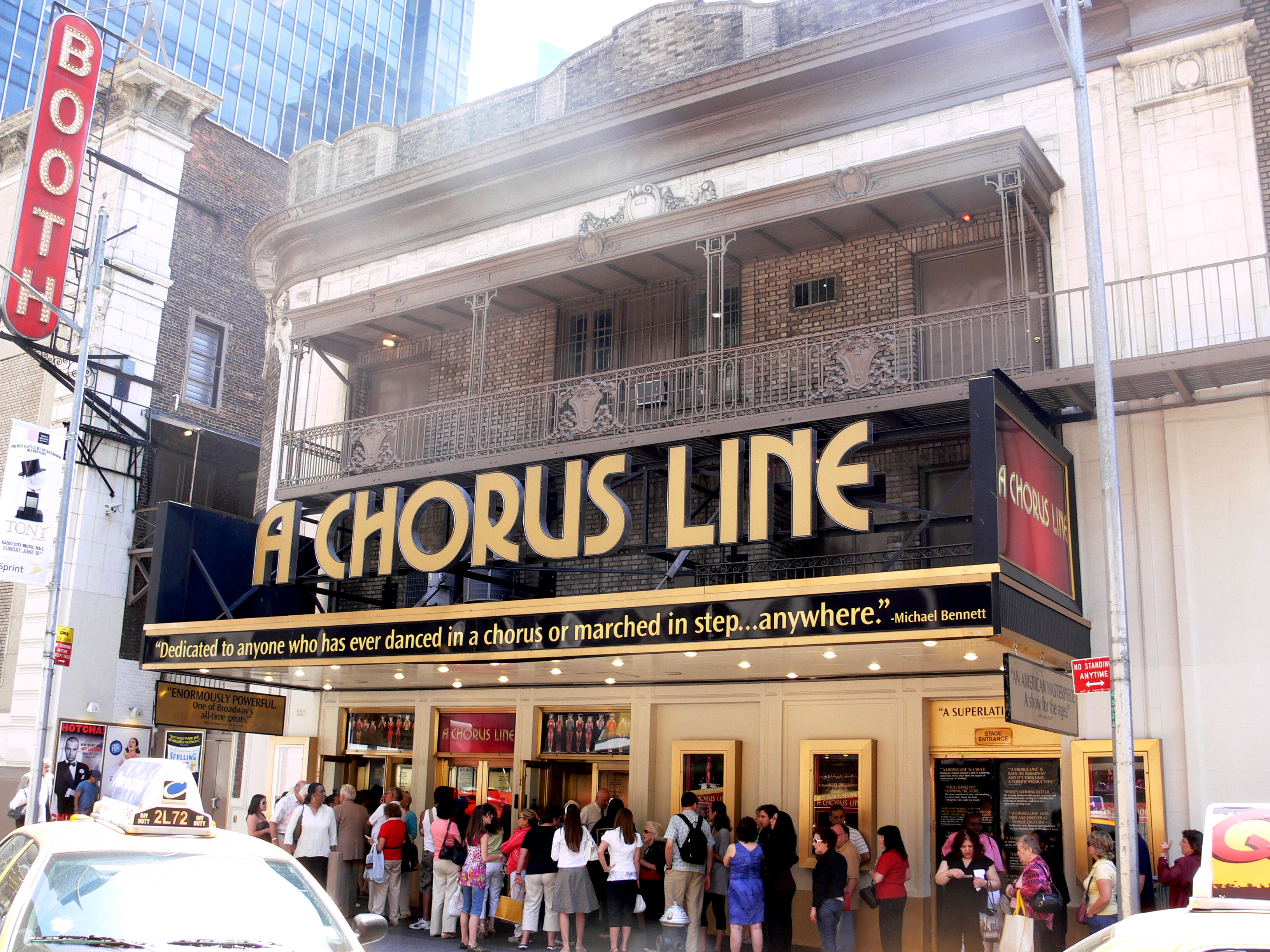
O teatro anunciando o revival de A Chorus Line, em 2007.

O Gerald Schoenfeld Theatre é um teatro localizado na Broadway, Manhattan, Nova Iorque.
Construído pelos irmãos Shubert, empresários teatrais do início do século XX, ele foi idealizado pelo arquiteto Herbert Krapp para parecer com os teatros vizinhos, Shubert e Booth, também de propriedade dos irmãos. Construído entre 1917-1918, foi inaugurado como Plymouth Theatre e alugado para espetáculos do produtor Arthur Hopkins.
Após a morte de Hopkins em 1948, o controle do edifício voltou para a família Shubert, uma das criadoras e idealizadoras da Broadway e proprietária do edifício. Tombado em 1987 pela prefeitura de Nova Iorque e designado como marco oficial da cidade, o teatro, que possui 1093 lugares sentados, foi rebatizado como Gerald Schoenfeld Theatre, em homenagem ao presidente das organizações Shubert.
Algumas das obras exibidas pelo teatro em  quase um século de existência são A Primeira Noite de um Homem, Godspell, Equus e a remontagem de A Chorus Line em 2006.
- Endereço em Manhattan - 236 West 45th Street.